# Tithorea furia
Tithorea furia är en fjärilsart som beskrevs av Otto Staudinger 1884. Tithorea furia ingår i släktet Tithorea och familjen praktfjärilar. Inga underarter finns listade i Catalogue of Life.